# یواس‌اس گازلین (ای‌پی‌دی-۱۲۶)
یواس‌اس گازلین (ای‌پی‌دی-۱۲۶) (به انگلیسی: USS Gosselin (APD-126)) یک کشتی بود که طول آن ۳۰۶ فوت (۹۳ متر) بود. این کشتی در سال ۱۹۴۴ ساخته شد.